# Tamaryn Hendlerová
Tamaryn Hendlerová, známější jako Tammy Hendler (* 12. srpen 1992 v Kapském Městě, Jihoafrická republika), je bývalá belgická profesionální tenistka okruhu WTA. Její otec pochází z Jihoafrické republiky a tak se narodila v tamní metropoli Cape Town, už od sedmi let však žije v americkém Bradentonu, kde je rovněž tenisová akademie. Jejím vzorem je česká tenistka Nicole Vaidišová.

## Vítězství na okruhu ITF

### Dvouhra (1)
| Č. | Datum           | Turnaj | Dotace   | Povrch | Soupeřka ve finále | Výsledek      |
| 1. | 18. říjen, 2008 | Lagos  | 25 000 $ | tvrdý  | Ankita Bhambriová  | 6-3, 2-6, 6-3 |

## Fed Cup
Tamaryn Hendlerová byla nominována k sedmi zápasům ve Fed Cupu za tým Belgie s bilancí 0–6 ve dvouhře a 0–2 ve čtyřhře. K roku 2011 v něm drží rekord jako nejmladší hráčka, když k utkání v roce 2007 nastoupila ve 14 letech a 252 dnech věku.